# 克隆威爾／格蘭伯尼站
克隆威爾／格蘭伯尼站（英語：Cromwell/Glen Burnie station）是巴爾的摩輕軌南端的兩個終點站之一，由本站出發北上的列車，於平常日的尖峰時間僅至提摩尼姆站，其他時間則開至亨特谷站。
本站有795個免費停車位。
本站可轉乘馬里蘭交通管理局14號線巴士。
輕軌路線在本站南方終止於97號州際公路東邊，馬里蘭州道648號與176號交界處的西北處。再過去的路線乃為巴爾的摩與安納波里斯舊鐵道步道。本站旁有輕軌的維護廠。

## 外部連結
- Schedules
- Google Street View上的克隆威爾／格蘭伯尼站